# Riu Blood
El riu Blood (en afrikaans: Bloedrivier; zulu: Ncome) es troba a KwaZulu-Natal, Sud-àfrica. Aquest riu té les seves fonts als turons al sud-est d'Utrecht; sortint de les terres altes, se li uneixen dos importants afluents que s'originen a l'Schurveberg, després del qual flueix serpentejant per una plana sorrenca. El riu Blood és un afluent del riu Buffalo, que és un afluent del riu Tugela que uneix des del nord-est.
Aquest riu rep el seu nom de la batalla en què el rei zulu Dingane va ser derrotat per Andries Pretorius i els seus homes el 16 de desembre de 1838 i l'aigua es va tornar vermella per la sang zulu que van morir aquí massivament. Va ser una baralla amb 464 bòers i més de 10.000 zulus. Fins avui, els afrikaners celebren aquest dia gràcies a Déu per haver-los salvat, ja que ni un bòer va morir. Aquest dia se coneix com el Geloftedag i se celebra cada 16 de desembre.
El vlei del riu Blood, situat a uns 20 km al sud-oest de Vryheid, és un dels aiguamolls més grans de l'interior de Sud-àfrica i el lloc hivernant d'aus migratòries com ànecs i oques.